# St. Laurentius (Bad Rotenfels)

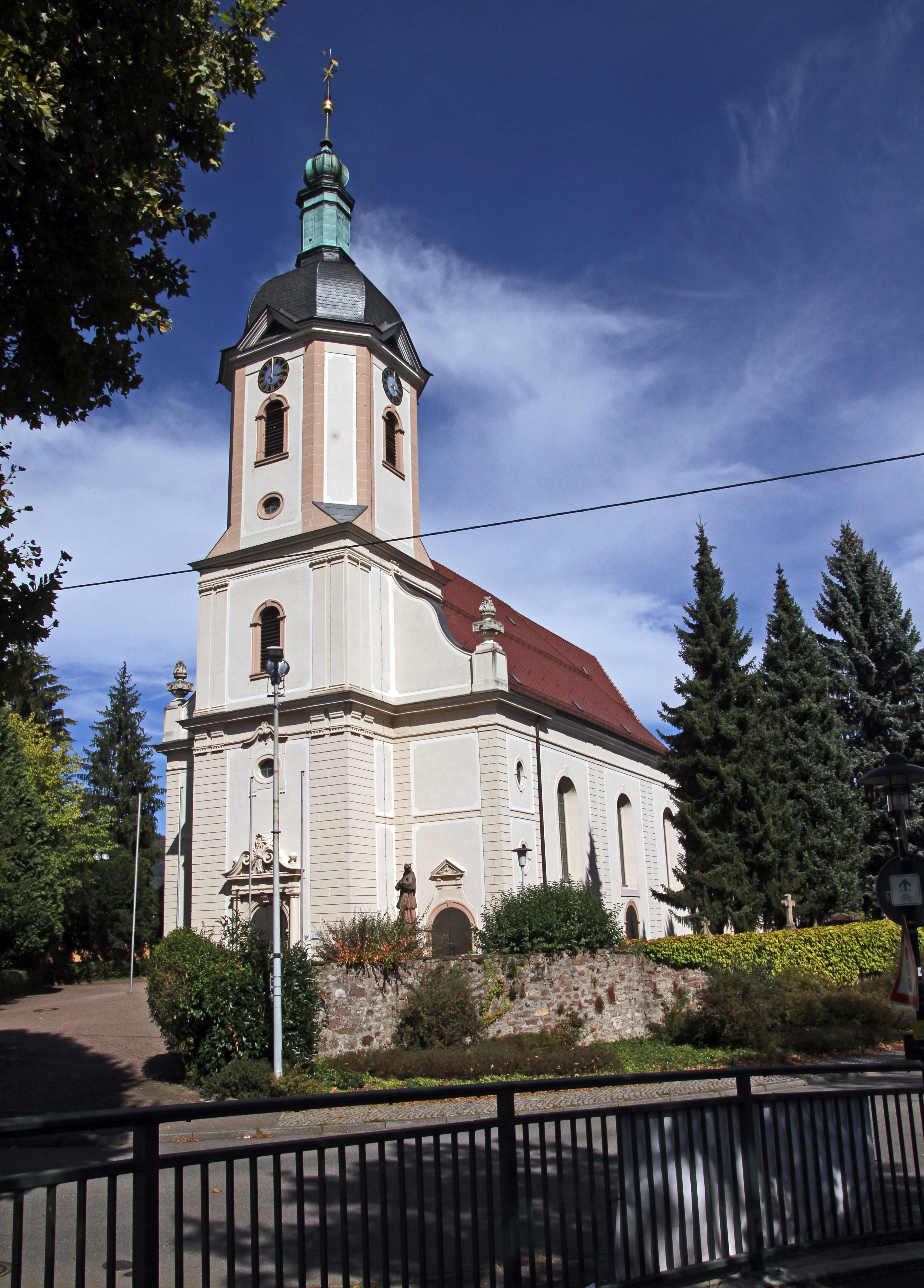
St. Laurentius in Bad Rotenfels

Die römisch-katholische Pfarrkirche St. Laurentius steht in Bad Rotenfels, einem Stadtteil von Gaggenau im Landkreis Rastatt in Baden-Württemberg. Das Bauwerk ist beim Landesamt für Denkmalpflege Baden-Württemberg als Baudenkmal eingetragen. Die Kirchengemeinde gehört zum Dekanat Rastatt des Erzbistums Freiburg. St. Laurentius gilt als „Mutterkirche des Murgtals“, da der Pfarrei bei der von hier ausgehenden Besiedelung des Tals zunächst die Orte bis Forbach unterstanden.

## Beschreibung

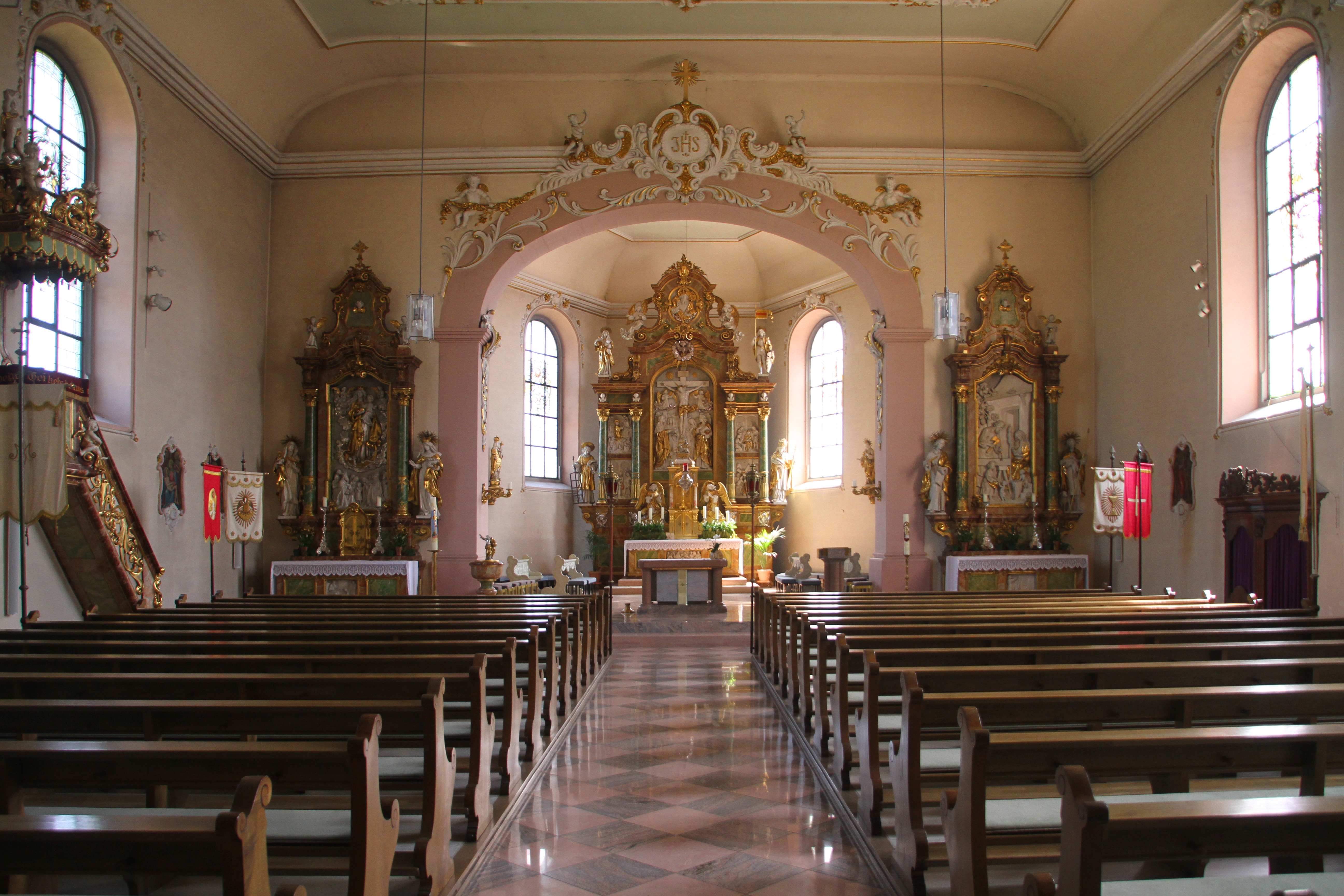
Blick zum Chor

Die 1752–1766 durch Franz Ignaz Krohmer als Ersatz für einen älteren Vorgängerbau errichtete Saalkirche besteht aus einem Langhaus, einem eingezogenen, dreiseitig geschlossenen Chor im Osten und einem Fassadenturm im Westen, der in das Langhaus halb eingestellt ist und einen mittelalterlichen Kern hat. Über seinen quadratischen unteren Geschossen erhebt sich ein achteckiges Freigeschoss, das die Turmuhr und den Glockenstuhl mit acht Kirchenglocken beherbergt. Darauf sitzt eine Glockenhaube, die von einer Laterne bekrönt wird. Die Fassade wurde 1902/1903 mit neobarocken Gestaltungselementen überformt. 

## Glocken
Die acht Glocken im Kirchturm von St. Laurentius wurden mit einer Ausnahme 1949 von der Glockengießerei Junker in Brilon in so genannter Briloner Sonderbronze gegossen. Zehn Jahre später wurde eine weitere Glocke (4) von Friedrich Wilhelm Schilling in klassischer Bronze hinzu gegossen.
| Glocke | Name                   | Gussjahr | Durchmesser | Gewicht | Schlagton |
| ------ | ---------------------- | -------- | ----------- | ------- | --------- |
| 1      | Christ-König           | 1949     | 1800 mm     | 3600 kg | b°−3      |
| 2      | Ave Maria              | 1949     | 1500 mm     | 2250 kg | des′−3    |
| 3      | St. Laurentius         | 1949     | 1350 mm     | 1600 kg | es′−3     |
| 4      | St. Bernhard von Baden | 1959     | 1169 mm     | 1095 kg | f′−3      |
| 5      | St. Josef              | 1949     | 1140 mm     | 0750 kg | ges′−1    |
| 6      | St. Anna               | 1949     | 1010 mm     | 0550 kg | as′+1     |
| 7      | St. Wendelin           | 1949     | 0920 mm     | 0400 kg | b′+3      |
| 8      | Schutzengel            | 1949     | 0780 mm     | 0250 kg | des″+3    |

In den Uhrschlag der Turmuhr sind insgesamt sechs Glocken einbezogen, wobei die Glocken 1 und 2 den Stundenschlag wiederholend ausführen. 